# 195191 Constantinetsang
195191 Constantinetsang è un asteroide della fascia principale. Scoperto nel 2002, presenta un'orbita caratterizzata da un semiasse maggiore pari a 2,4557175 au e da un'eccentricità di 0,1625432, inclinata di 0,81428° rispetto all'eclittica.